# Leonhardskapelle (Laupheim)

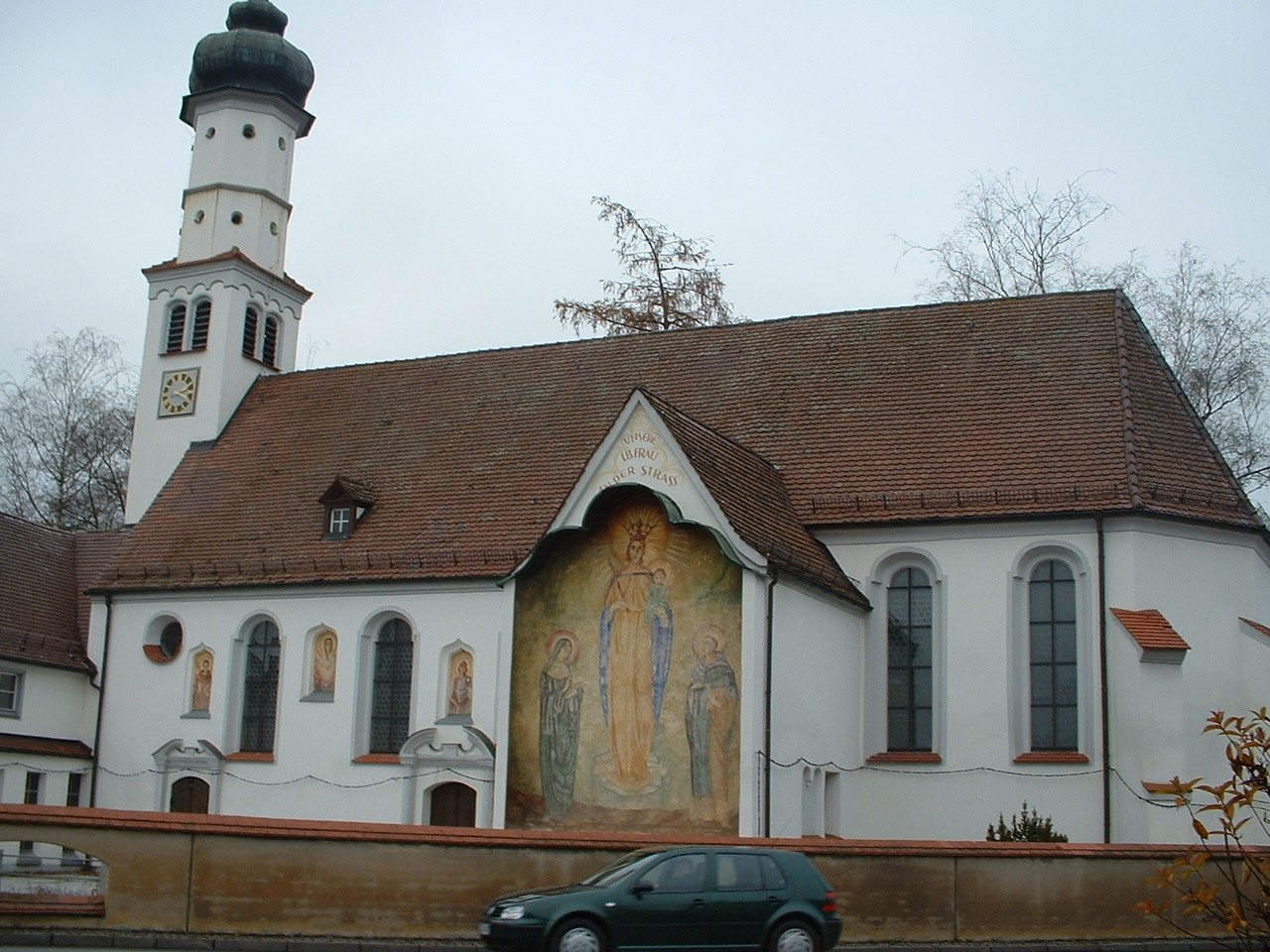
Leonhardskapelle (2006)

Die Leonhardskapelle, auch Friedhofskapelle genannt, ist eine Kapelle in Laupheim in Oberschwaben.

## Beschreibung
Die Kapelle wurde im Jahre 1448 im Stil der Spätgotik erbaut. Sie ist von außen von einer Kette aus den Hufeisen verendeter Pferde einer Viehseuche umgeben.
Im Jahre 1611 stiftete Pfarrer David Fogger die Erweiterung des Langhauses und ein Heiliges Grab. Die Stiftung soll an seine glückliche Heimkehr von einer Pilgerreise aus dem Heiligen Land erinnern. 1776 wurde der Bau barockisiert. Die Kirche hat ein längliches Schiff unter einem biberschwanzgedeckten Satteldach. Der dreigeschossige westliche Turm wird von einer Zwiebelhaube bekrönt. Den Abschluss des Kirchenschiffes bildet ein eingezogener Chor.
Im nördlichen Teil der Kirche befindet sich eine Nachbildung des Heiligen Grabes in Echtgröße, mit einem Relief der Auferstehung Christi und einem Grabchristus von J. A. Hops. Die Rundbogenfenster besitzen einen verkröpften Abschluss. Die Kapelle ist flach gedeckt und mit reichem Stuckbandelwerk geschmückt. In diesem Stuckbandelwerk befinden sich Kartuschen mit Fresken des 18. Jahrhunderts, die Szenen aus dem Marienleben darstellen. Im Langhaus sind verschiedene Epitaphe der Herren von Welden angebracht.
Auf dem Gelände des Friedhofs befinden sich in einer eigenen Anlage ein Kreuzweg und ein plastischer Ölberg von Gabriel Lämmle aus dem Jahre 1880.